# Dornebbe, Braker Sieltief und Colmarer Tief
Dornebbe, Braker Sieltief und Colmarer Tief ist ein Landschaftsschutzgebiet in der niedersächsischen Stadt Brake (Unterweser) und der Gemeinde Ovelgönne im Landkreis Wesermarsch.
Das Landschaftsschutz ist circa 33 Hektar groß. Es umfasst den größten Teil des 20,3 Hektar großen, gleichnamigen FFH-Gebietes. Das Gebiet steht seit dem 22. Dezember 2018 unter Landschaftsschutz. Zuständige untere Naturschutzbehörde ist der Landkreis Wesermarsch.
Das Landschaftsschutzgebiet liegt westlich von Brake (Unterweser). Es stellt den Unterlauf der Dornebbe (ab etwa 1,5 km oberhalb der Querung durch die Landesstraße 886 im Ovelgönner Ortsteil Neustadt) und einen kurzen Abschnitt eines ihr zulaufenden Grabens, das aus der Dornebbe werdende Braker Sieltief bis zur Querung durch die Bundesstraße 212 und einen Abschnitt des Colmarer Tiefs (ab etwa 1,2 km oberhalb der Querung durch die Landesstraße 886 im Ovelgönner Ortsteil Colmar bis zur Einmündung in das Braker Sieltief). In das Landschaftsschutzgebiet ist der fünf Meter breite Uferbereich der Gewässer einbezogen. Hier sind vielfach Uferstaudenfluren und Röhrichte ausgebildet. Gewässerbegleitende Gehölze sind nur vereinzelt zu finden.
Die Gewässer sind Lebensraum verschiedener Muscheln, darunter Gemeine Teichmuschel, Große Teichmuschel und Malermuschel. Weiterhin ist es Lebensraum des Bitterlings sowie Wanderkorridor für Schlammpeitzger und Steinbeißer. Das Gebiet ist Nahrungshabitat der Teichfledermaus und weiterer Fledermausarten, darunter Wasserfledermaus, Rauhautfledermaus und Breitflügelfledermaus.